# 摹仿
摹仿（古希臘語： mīmēsis，音译米梅西斯）是文学批评和哲学中一个具有广泛含义的术语，可以指模仿（imitatio）、不可感知的相似性（nonsensuous similarity）、感受性（receptivity）、再现（representation）、拟态（mimicry）、表达行为、相似行为和自我呈现等多重含义。
摹仿的古希腊文mīmēsis（μίμησις）源自mīmeisthai（μιμεῖσθαι，意为“模仿”）, 而mīmeisthai则又来自mimos（μῖμος，意为“模仿者”、“演员”）一词。在古希腊，摹仿是用来解释艺术创作本质的一个概念，即艺术创作是对真实世界的一种摹仿。柏拉图将“摹仿”与“叙述”（diegesis）作为相对的概念进行了区分。
现代最著名的摹仿研究之一出自德国学者埃里希·奥尔巴赫，他以“摹仿”概念入手对现实主义文学进行了细致研究，并出版了其经典著作《摹仿论：西方文学中现实的再现》。其开篇《奥德修斯的伤疤》中比较了《荷马史诗》与《旧约》对现实的不同再现方式。
除了柏拉图和奥尔巴赫之外，亚里士多德、菲利普·西德尼、塞缪尔·泰勒·柯勒律治、亚当·斯密、加布里埃尔·塔尔德、西格蒙德·弗洛伊德、瓦尔特·本雅明 、狄奥多·阿多诺、保罗·利科、露丝·伊瑞格瑞、雅克·德里达、 勒内·吉拉尔、尼古拉斯·康普里迪斯、菲利普·拉库·拉巴特、迈克尔·陶西格、默林·唐纳德、霍米·巴巴、罗伯托·卡拉索等众多思想家和学者都曾对摹仿这一概念作过研究。 